# Носильщик

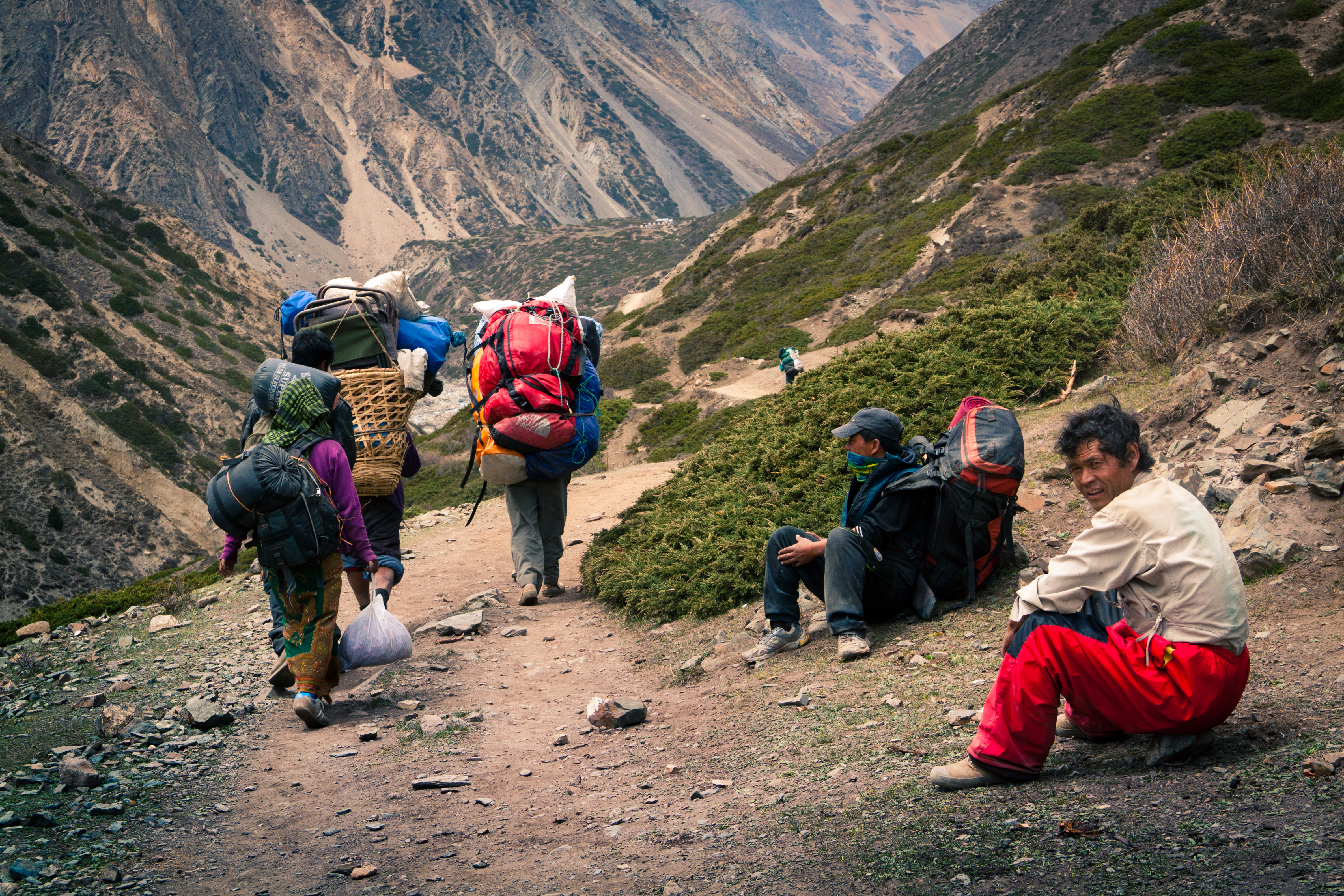
Непальские портеры на туристском маршруте «Трек вокруг Аннапурны»

Носи́льщик (англ. porter) — работник, занимающийся переноской грузов.
Носильщиком (англ. stretcher bearer) называется человек, переносящий при помощи носилок.
Носильщиками называют служащих гостиниц, аэропортов и железнодорожных вокзалов, переносящих или перевозящих багаж путешественников.
В государствах и странах третьего мира носильщики также переносят грузы в труднодоступной местности, где отсутствуют современные транспортные средства.

## Горные носильщики

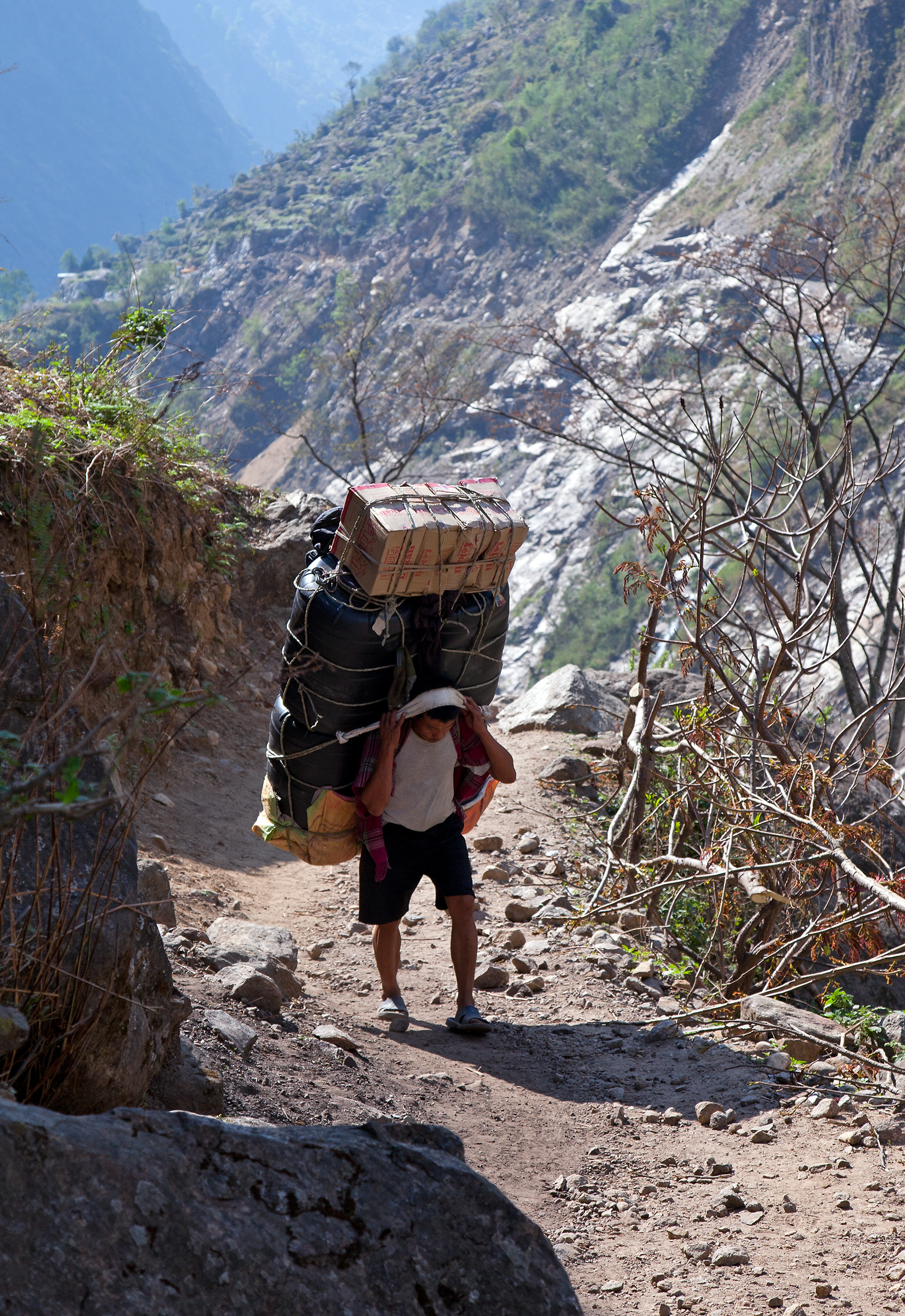
Носильщик в регионе Аннапурны, Непал

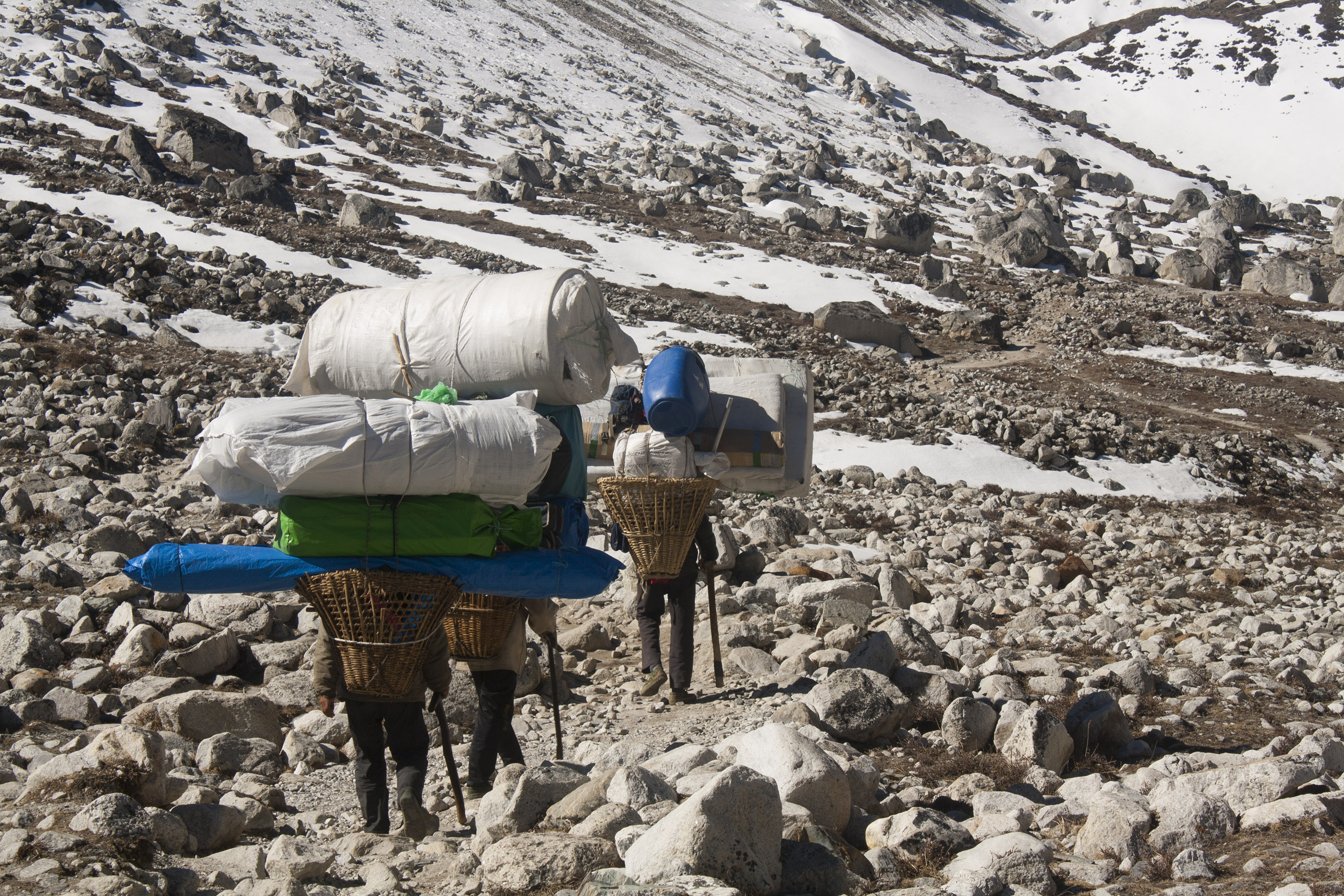
Носильщики на пути от деревни Лобуче, Непал

Профессия носильщика-по́ртера (от лат. portare «носить, передвигать») широко распространена в удалённых высокогорных районах Индии, Непала, Тибета и Пакистана, в Гималаях и Каракоруме, где нет ни автомобильных, ни железных дорог, а любые грузы, от продуктов питания и питьевой воды до альпинистского снаряжения, можно доставить только по тропам, либо вертолётом. В Непале, где широко распространён горный туризм, портеров нанимают для доставки товаров в горные деревни и станции (лоджи), а также для переноски экипировки, продуктовых запасов, кислородных баллонов и прочих грузов путешествующих в горах туристов и альпинистов. Портеры работают на маршрутах между населёнными пунктами и носят грузы через перевалы, однако они не имеют ни квалификации, ни необходимой экипировки, чтобы подниматься выше базовых лагерей восходителей.
Непальских высотных портеров, выполняющих сезонную работу в экспедициях на восьмитысячники и другие горы, обычно называют шерпами, так как все они принадлежат этой народности, имеющей природную акклиматизацию к высоте. В целом, такая терминология не совсем верна, так как портер — это профессия, а шерпы — народность, далеко не все представители которой выбирают работу на высочайших горах своей профессией.